# Riidaja
Riidaja är en ort i Estland. Den ligger i Põdrala kommun och landskapet Valgamaa, i den södra delen av landet, 160 km söder om huvudstaden Tallinn. Riidaja ligger 91 meter över havet och antalet invånare är 242.
Terrängen runt Riidaja är platt. Runt Riidaja är det mycket glesbefolkat, med 7 invånare per kvadratkilometer. Närmaste större samhälle är Tõrva, 10,7 km söder om Riidaja. Omgivningarna runt Riidaja är en mosaik av jordbruksmark och naturlig växtlighet.